# بی‌بی حمیده یوسفی
بی‌بی حمیده یوسفی (زاده ۱۳۶۲ ولسوالی ارغنداب ولایت قندهار) سیاستمدار افغانستان و نماینده مردم ولایت قندهار در دوره شانزدهم مجلس نمایندگان است. وی در مجلس شانزدهم نمایندگان افغانستان عضو کمیسیون روابط امور بین‌المللی می‌باشد.

## زندگی‌نامه
بی‌بی حمیده یوسفی زاده ۱۳۶۲ از ولسوالی ارغنداب ولایت قندهار می‌باشد. او تحصیلات متوسطه خود را در لیسه نور در کویته پاکستان به اتمام رسانید. وی همچنان فارغ‌التحصیل در رشته طب از دانشکده مکه مکرمه کویته نیز می‌باشد.

## دیگر فعالیت‌ها
دیگر فعالیت‌های او:
- دی ایف سی و سوپر وایزر در دفتر انتخابات.
- Representative Customer service در عزیزی بانک.
- کارمند دفاتر موسسات USAID – AVIPA و چند دفتر دیگر.